# Javier (Leyte)
Javier (Bugho) ist eine philippinische Stadtgemeinde in der Provinz Leyte. Sie hat 25.379 Einwohner (Zensus 1. August 2015).

## Baranggays
Javier ist politisch in 28 Baranggays unterteilt.
| - Abuyogay - Andres Bonifacio - Batug - Binulho - Calzada - Cancayang - Caranhug - Caraye - Casalungan - Comatin - Guindapunan - Inayupan - Laray - Magsaysay (Responde) | - Malitbogay - Manarug - Manlilisid - Naliwatan - Odiong - Picas Norte - Pinocawan - Poblacion Zone 1 - Poblacion Zone 2 - Rizal - Santa Cruz - Talisayan - San Sotero (Tambis) - Ulhay |